# Odoardo Spadaro
Odoardo Spadaro (16 de enero de 1895 – 26 de junio de 1965) fue un cantautor y actor teatral, cinematográfico y televisivo de nacionalidad italiana.

## Biografía
Su nombre completo era Odoardo Eugenio Giano Spadaro, y nació en Florencia, Italia, siendo sus padres el teniente Gustavo Spadaro y la instrumentista de arpa Mary Marchesini. Cursó estudios en instituciones de la burguesía florentina, empezando a formarse en derecho, materia que abandonó para dedicarse al teatro. En 1912 actuaba en la compañía teatral De Sanctis-Borelli, y en 1918 trabajó en espectáculos de variedades representados en el Teatro Sala Umberto de Roma, en el cual debutó acompañándose del piano.
Convertido en artista de variedades e imitador, interpretaba canciones alternando la ironía y el drama, como en su primer éxito, Ninna nanna delle dodici mamme (1919) - contra la Primera Guerra Mundial apenas terminada, durante la cual el artista cantó en teatros militares, en hospitales y en residencias – en contraposición a las parodias de sus comienzos, con Il pianista nordamericano, Wagneriano nevrastenico y Teatro Lirico.
El 15 de julio de 1924 Spadaro se casó con Clementina Lovisolo en la Iglesia de San Jacopino, en Florencia.
En 1926 fue a vivir a Francia, donde se le comparó, por su elegancia y simpatía, a Maurice Chevalier. Allí trabajó con la estadounidense Jenny Golder, una vedette de Folies Bergère, en Folie sur folie (1922, y en 1927 fue primer artista junto a la célebre Mistinguett, en el Moulin Rouge, mientras que en papeles menores aparecían Jean Gabin y Viviane Romance, en los inicios de sus carreras interpretativas.
Spadaro hizo en 1932 una larga y afortunada gira por todo el continente americano y por el norte de África, volviendo después a Italia. Más adelante, en 1936, actuó en Italia acompañado del ballet de las Blue-Bells, siendo reconocido como una estrella internacional.
Con la revista Mani in tasca naso al vento (1939-1940) actuó junto a Paola Borboni, en la puesta en escena de Il dramma e la rivista oggi sposi hizo lo propio con la soprano soubrette Lucy D'Albert (1941), y en 1945 colaboró con Dina Galli y Enrico Viarisio.
Entre sus diversas composiciones musicales figuran Firenze (1930) y Rumba fiorentina (1938), la irónica A me piace la testina di vitello, Era nata al Cairo y Stretta la foglia, larga la via, o la sentimental Qualche filo bianco, compuesta con Vittorio Mascheroni (1937), Il valzer della povera gente (1938) y Sulla carrozzella, la única canción de la que no era autor, firmada por Gino Filippini y Riccardo Morbelli (1939). Pero la canción que contribuyó principalmente a su popularidad, y no solo en Italia, fue La porti un bacione a Firenze (1937), una composición sobre los sentimientos y la soledad de la emigración de muchos italianos, sensaciones que el artista conocía bien.
Finalizada la Segunda Guerra Mundial Spadaro se dedicó al teatro y al cine, distanciándose del mundo de la canción. A pesar de ello, en 1955 formó parte del comité de selección del Festival de la Canción de San Remo. Ese mismo año, su canción más famosa se adaptó al cine, con dirección de Camillo Mastrocinque, y con un reparto en el cual, además de Spadaro, estaban Marisa Merlini y Sergio Tofano.
Anteriormente había formado parte del reparto de La carroza de oro (1952), de Jean Renoir, con Anna Magnani, y de Musoduro (1954), de Giuseppe Bennati, film basado en la novela Musoduro, memorie di un bracconiere, de Luigi Ugolini. 
Su última película fue Le ore nude (1964), adaptación de un relato de Alberto Moravia, con Rossana Podestà y Philippe Leroy, debutando en la dirección Marco Vicario. 
En 1958 fue uno de los intérpretes habituales de la producción televisiva Il teatro dei ragazzi. Entonces enfermo, actuó por última vez con el papel del señor Venanzio en la célebre producción televisiva Il giornalino di Gian Burrasca, de Lina Wertmüller (1964).
Odoardo Spadaro falleció en 1965 en un hospital en Florencia. En su funeral se pudo escuchar La porti un bacione a Firenze. Fue enterrado en el Cementerio de la Porte Sante, en Florencia.

## Filmografía

### Cine
- La colonna del milione, de Alberto Orsi (1920)
- La fanciulla dell'altro mondo, de Gennaro Righelli (1934)
- Maestro Landi, de Giovacchino Forzano (1935)
- Miss Italia, de Duilio Coletti (1950)
- La carroza de oro, de Jean Renoir (1952)
- Musoduro, de Giuseppe Bennati (1954)
- Per salvarti ho peccato, de Mario Costa (1954)
- Carosello del varietà, de Aldo Quinti y Aldo Bonaldi (1955)
- Porta un bacione a Firenze, de Camillo Mastrocinque (1955)
- Un canto nel deserto, de Marino Girolami (1959)
- San Remo, la grande sfida, de Piero Vivarelli (1960)
- La corona di fuoco, de Luigi Latini De Marchi (1961)
- Divorcio a la italiana, de Pietro Germi (1961)
- La città prigioniera, de Mario Chiari (1962)
- Giallo a Firenze, (producción Walt Disney) (1962)
- Mare matto, de Renato Castellani (1963)
- E la donna creò l'uomo, de Camillo Mastrocinque (1964)
- Le ore nude, de Marco Vicario (1964)

### Televisión
- Cappello sulle 23, de Riccardo Morbelli, con Odoardo Spadaro, Elena Giusti y Enrico Viarisio. Dirección de Camillo Mastrocinque (1954)
- La medicina di una ragazza malata, con Odoardo Spadaro, Margherita Bagni y Fulvia Mammi. Dirección de Alberto Gagliardelli. 9 de abril de 1956.
- Merluzzo, de Marcel Pagnol, con Claudio Ermelli, Odoardo Spadaro y Wilma Casagrande. Dirección de Alessandro Brissoni. 20 de diciembre de 1957.
- La signorina dai capelli verdi, de C. y A. Acremant, con Alberto Carloni, Daniela Calvino y Odoardo Spadaro. Dirección de Alessandri Brissoni. 12 de agosto de 1960.
- Il giornalino di Gian Burrasca, (1964)